# Нильссон, Нильс
Нильс Эрик Ни́льссон (швед. Nils Erik Nilsson; 8 марта 1936, Форсхага — 24 июня 2017, Карлстад) — шведский хоккеист, центральный нападающий. Выступал в период 1952—1969 годов, известен прежде всего как игрок хоккейного клуба «Лександ» и национальной сборной Швеции. Двукратный чемпион мира и Европы, серебряный призёр зимних Олимпийских игр в Инсбруке, член Зала славы ИИХФ (2002). Также был довольно успешным футболистом, чемпион Швеции по футболу в составе команды «Юргорден».

## Биография
Нильс Нильссон родился 8 марта 1936 года в коммуне Форсхага лена Вермланд, Швеция. Начинал спортивную карьеру в 1952 году в местном одноимённом хоккейном клубе «Форсхага», позже представлял команды «Гёта» и «Лександ», выступавшие в Шведской элитной серии.
С 1954 года регулярно привлекался в состав национальной сборной Швеции по хоккею, в частности уже в 1956 году в возрасте девятнадцати лет удостоился права защищать честь страны на зимних Олимпийских играх в Кортина-д’Ампеццо — вышел на лёд в одном матче, проигранном сборной СССР со счётом 1:5, и занял со своей командой итоговое четвёртое место.
Первого серьёзного успеха на международной арене добился в сезоне 1957 года, когда одержал победу на чемпионате мира в Москве, став в одночасье чемпионом мира и Европы (в то время на мировых первенствах разыгрывались также и первенства Европы). Год спустя на аналогичных соревнованиях в Осло пытался повторить этот успех, но на сей раз стал бронзовым призёром, проиграв Канаде и СССР.
Находясь в числе лидеров хоккейной команды Швеции, Нильссон благополучно прошёл отбор на Олимпийские игры в Скво-Вэлли. Шведские игроки не смогли попасть здесь в число призёров, став лишь пятыми, однако Нильс Нильссон явно выделялся своей игрой среди прочих хоккеистов и был признан лучшим нападающим этого олимпийского турнира.
В 1962 году выиграл чемпионат мира в США, где помимо прочего стал самым результативным игроком и вошёл в символическую сборную турнира.
На домашнем мировом первенстве 1963 года в Стокгольме получил награду серебряного достоинства — шведы набрали столько же очков как и сборная СССР, но уступили советской команде по разнице заброшенных и пропущенных шайб.
В 1964 году Нильссон отправился представлять страну на Олимпийских играх в Инсбруке. Здесь шведские игроки выиграли у всех соперников кроме Канады и СССР, заслужив тем самым серебряные олимпийские медали.
После инсбрукской Олимпиады Нильс Нильссон ещё в течение нескольких лет оставался в составе шведской национальной сборной и продолжал принимать участие в крупнейших международных соревнованиях. Так, в 1965 году он отметился удачным выступлением на чемпионате мира в Тампере, где шведские хоккеисты завоевали награды бронзового достоинства.
В 1967 году выступал на мировом первенстве в Вене, добавив в послужной список серебряную медаль. По итогам сезона был признан лучшим хоккеистом Швеции, получив национальный трофей «Золотая шайба».
Выходил на лёд вплоть до 1969 года. За свою долгую спортивную карьеру в общей сложности сыграл за сборную Швеции 205 матчей, в которых забросил 131 шайбу — по этому показателю занимает второе место в команде, уступая только выдающемуся шведскому бомбардиру Свену Тумба-Юханссону. На клубном уровне пять раз попадал в символическую сборную лучших игроков шведского чемпионата, однако чемпионом страны стал лишь единожды в своём заключительном сезоне.
Одновременно с карьерой хоккеиста Нильссон достаточно успешно играл в футбол, представляя такие шведские клубы как «Карлстад», «Гёта» и «Юргорден». В 1959 году в составе «Юргордена» одержал победу на чемпионате Швеции по футболу.
Завершив спортивную карьеру, работал в крупной шведской компании Jofa, занимающейся разработкой и производством спортивного инвентаря.
За выдающиеся спортивные достижения в 2002 году был введён в Зал славы ИИХФ.
Умер 24 июня 2017 года в Карлстаде в возрасте 81 года.